# Sewerby Hall
Sewerby Hall (également connu sous le nom de Sewerby House) est une maison de campagne géorgienne classée Grade I située sur 50 acres (20,2342821 ha) de jardins paysagers dans le village de Sewerby, à 2 milles (3,218688 km) de la ville balnéaire de Bridlington dans le Yorkshire de l'Est, en Angleterre.
Le bloc principal est construit vers 1714, incorporant des travaux plus anciens, sur 3 étages en brique avec une façade à sept fenêtres. En 1808, des ailes à deux étages et un portique dorique semi-circulaire sont ajoutés et l'ensemble du bâtiment est peint pour ressembler à de la pierre. Les ailes sont ensuite élevées à 3 étages .

## Histoire
John Greame, fils de Robert Greame, est le premier de la famille Greame à vivre dans l'ancien manoir de Sewerby. Il devient assez riche à la mort de son père en 1708 et achète le domaine à Elizabeth Carleill, la dernière de la famille précédente à posséder la propriété .
Il construit l'actuel Sewerby Hall entre 1714 et 1720, remplaçant le manoir qui existe sur le site depuis de nombreuses années. John meurt en 1746 à l'âge de 83 ans. Son fils John Greame II meurt sans enfant en 1798 à l'âge de 98 ans, et sa veuve Alicia Maria (née Spencer) reste dans le manoir jusqu'à sa propre mort en 1812. Il passe ensuite à un neveu, un troisième John Greame, qui épouse une héritière, Sarah Yarburgh de Heslington Hall, York. Sarah meurt jeune et John Greame III se remarie et déménage avec sa deuxième femme pour vivre à Sewerby Hall avec sa tante Almary .

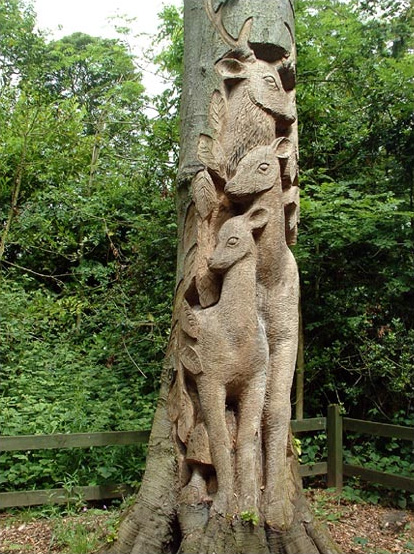
Sculpture à Sewerby Hall

Il commande un certain nombre de modifications, notamment l'ajout d'un portique en 1808. À sa mort en 1841, la propriété passe à son fils aîné Yarburgh Greame, qui prend également le nom de famille Yarburgh en héritant du domaine de sa mère à Heslington. Yarburgh apporte de nombreuses améliorations à la maison et aux jardins de Sewerby, notamment une grande véranda appelée l'Orangerie au milieu du XIXe siècle, une tour de l'horloge en 1847 et enfin une guérite en 1848. Il construit également une église et une école, conçues par Sir Gilbert Scott, en bordure du domaine. Il meurt en 1876 à l'âge de 70 ans et la succession revient à sa sœur Alicia Maria, l'épouse de George Lloyd de Stockton Hall, à Stockton-on-the-Forest, York, puis à leur fils cadet, le révérend Yarburgh Gamaliel. Lloyd, un vicaire du Lincolnshire. Il change son nom en Lloyd-Greame et son fils, le colonel Yarburgh George Lloyd-Greame, hérite en 1890. Le fils aîné du colonel, également Yarburgh Lloyd-Greame, vend la maison et une partie du domaine à la municipalité de Bridlington en 1934 .
En 1936, le manoir et le parc sont ouverts au public lors d'une cérémonie le 1er juin par l'aviatrice Amy Johnson . Pendant la Seconde Guerre mondiale, la Royal Air Force utilise la maison comme hôpital et maison de convalescence pour les bases de la RAF de la région .